# أنجي بست
أنجي بست (بالإنجليزية: Angie Best)‏ هي عارضة بريطانية، ولدت في 26 يوليو 1952 في ساوثند أون سي في المملكة المتحدة.